# ヴォルガ地方
ヴォルガ地方（ロシア語: Поволжье, Povolzhye）は、ロシアのヴォルガ川流域を指す歴史的な地方区分。沿ヴォルガ地方とも呼ばれる。
下記の3つの地域に区分される。
- 上ヴォルガ地方 - トヴェリ州のヴォルガ川源流から、ニージニー・ノヴゴロドのオカ川合流点まで
- 中ヴォルガ地方 - オカ川合流点から、カザンの南のカマ川合流点まで
- 下ヴォルガ地方 - カマ川合流点から、アストラハン州のヴォルガ川デルタまで

## 地理

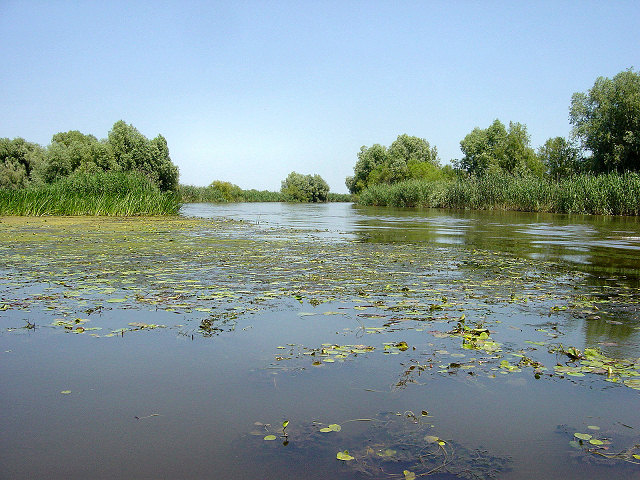
アストラハン州のヴォルガ川デルタ

ほぼ全域が東ヨーロッパ平原に位置するが、ヴォルガ高地と呼ばれる西岸とザヴォルジエ（沿ヴォルガ地方）として知られる東岸では顕著な対照をなしている。このうち後者は、隆起した上ザヴォルジエと低地の下ザヴォルジエからなる。ヴォルガ川とウラル山脈のあいだに位置する6つの連邦共和国はイデル＝ウラルとして知られるが、ヴォルガ川の本流は通っていないものの、ヴォルガ川流域の北西部にあたり、マラヤ・コクシャガ川など数多くの支流が通っていることから、ヴォルガ地方の一部と一般的にみなされている。

## 歴史
複数の資料によると、この地方には主にスラヴ人、テュルク人、ヴァイキングが定住してきた。中世には、ルーシ・カガン国の興隆に重要な役割を果たした。ヴォルガ川は、東方世界とヴァイキング世界を往来する商人に主に利用された。

## 主な都市
ロシアの人口の大部分が集中しており、ヴォルガ川に直接面する主要都市だけでもヤロスラヴリ、コストロマ、ニージニー・ノヴゴロド、チェボクサル、カザン、ウリヤノフスク、トリヤッチ、サマーラ、サラトフ、ヴォルゴグラード、アストラハンなどがある。このほか、支流のオカ川沿いにはリャザン、ジェルジンスク、カルーガ、オリョールが、スラ川沿いにペンザが、カマ川沿いにペルミとナーベレジヌイェ・チェルヌイが、マラヤ・コクシャガ川沿いにヨシュカル・オラが、ボリショイ・チェレムシャン川沿いにディミトロフグラードがある。
首都モスクワも、オカ川の支流のモスクワ川沿いに位置する。キーロフはカマ川の支流ヴャトカ川、ウファやステルリタマク、サラヴァトはカマ川の支流ベラヤ川沿いにある。